# Soignies
Soignies (neerlandês: Zinnik) é uma cidade e um município da Bélgica localizado no distrito de Soignies, província de Hainaut, região da Valônia.

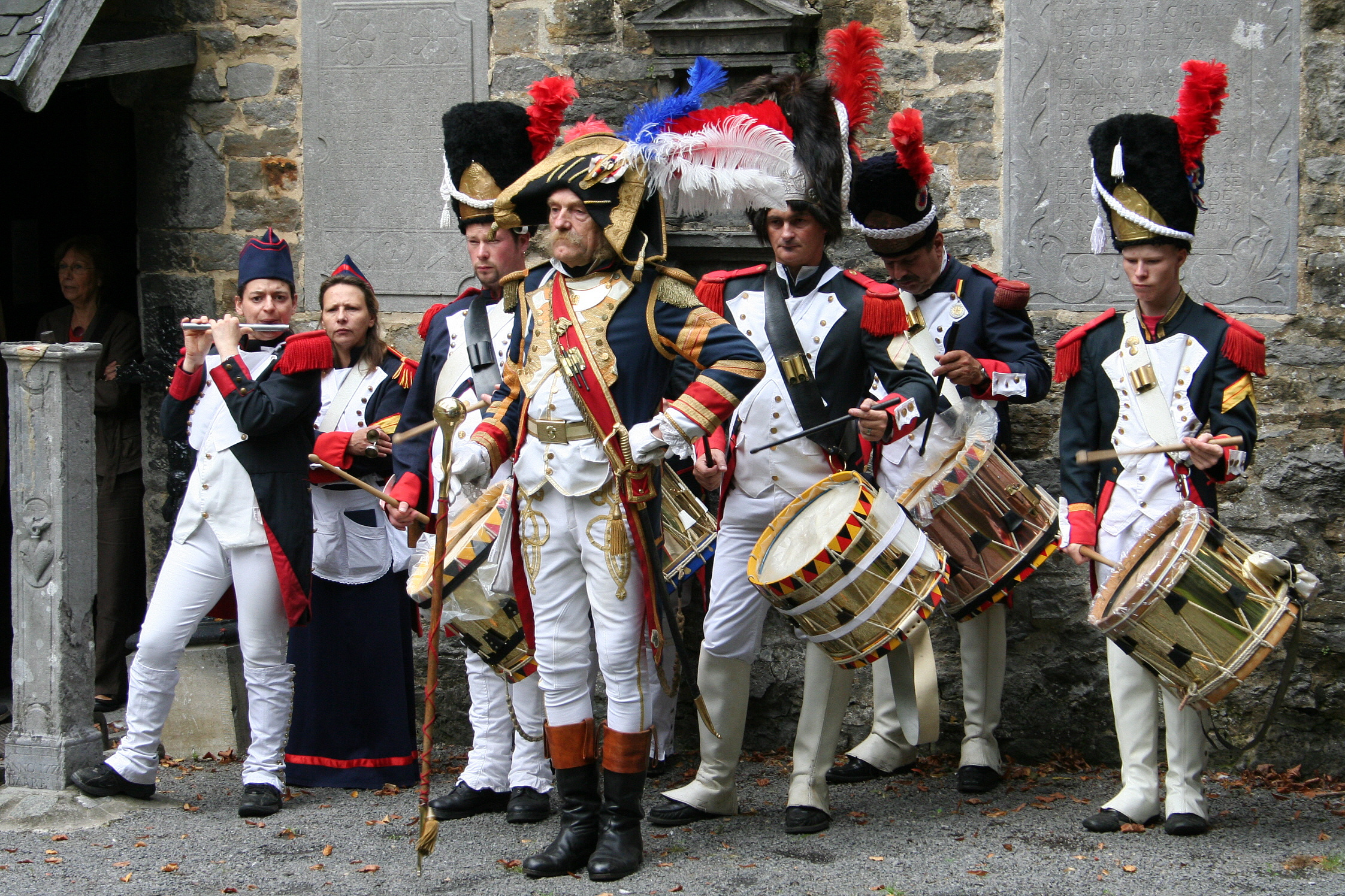
Grupo folclórico "Os Granadeiros da Guarda Imperial".